# Château de Gennevilliers
Le château de Gennevilliers est un ancien château situé sur le territoire de l'actuelle commune de Gennevilliers, démoli au début du XXe siècle à l'exception de ses écuries.

## Historique

### Une maison de campagne
En 1623, un vigneron de Gennevilliers, Claude Lerondeau, fit construire une maison couverte de chaume sur un modeste terrain d’un arpent, au lieu-dit Les Drouettes ou Grouettes.
Un siècle plus tard, vers 1730, Claire Vieilh, épouse d’un écuyer du roi, transforme cette maison de campagne en petit château, qu'elle ne tarde pas à revendre au duc de Thouars, Charles-Armand-René de La Trémoïlle, en 1735. Celui-ci n'y demeure que peu d'années, revendant le domaine en 1746 au duc de Richelieu, Louis-François-Armand de Vignerot du Plessis, arrière-petit-neveu du cardinal, maréchal de France et officier de la capitainerie royale des chasses dont le territoire de Gennevilliers fait partie,.

### Le château de Richelieu

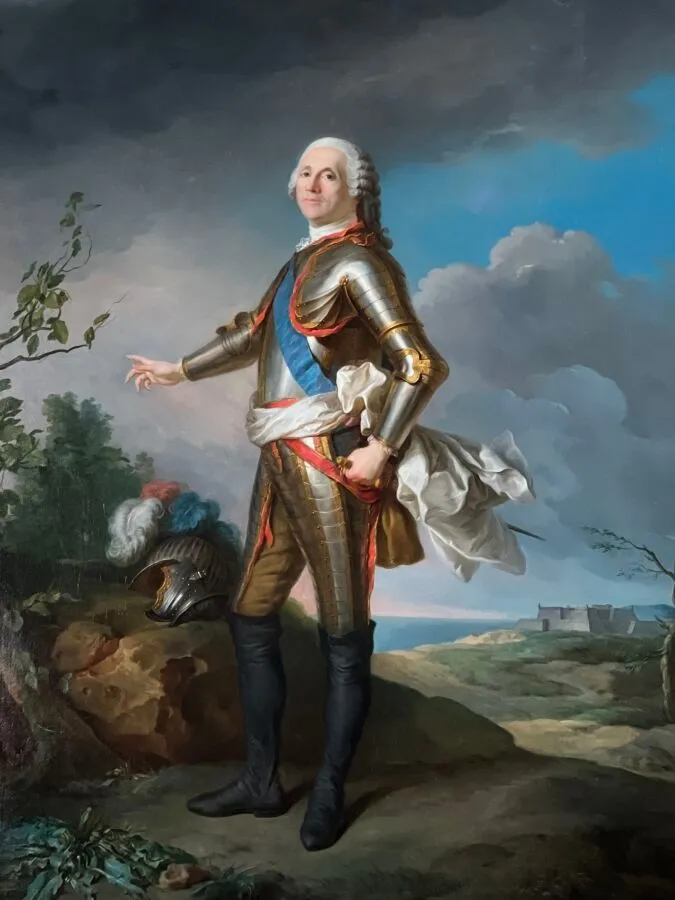
Le maréchal-duc de Richelieu.

À cette époque, le domaine atteint son apogée : le maréchal-duc fait l'acquisition de près de 350 parcelles environnantes, portant la superficie totale du domaine à plus de vingt hectares (délimité par les actuelles rues Jean-Jaurès, du Pont-d'Argenteuil, des Chevrins, Ampère, Pasteur et Pierre-et-Marie-Curie).

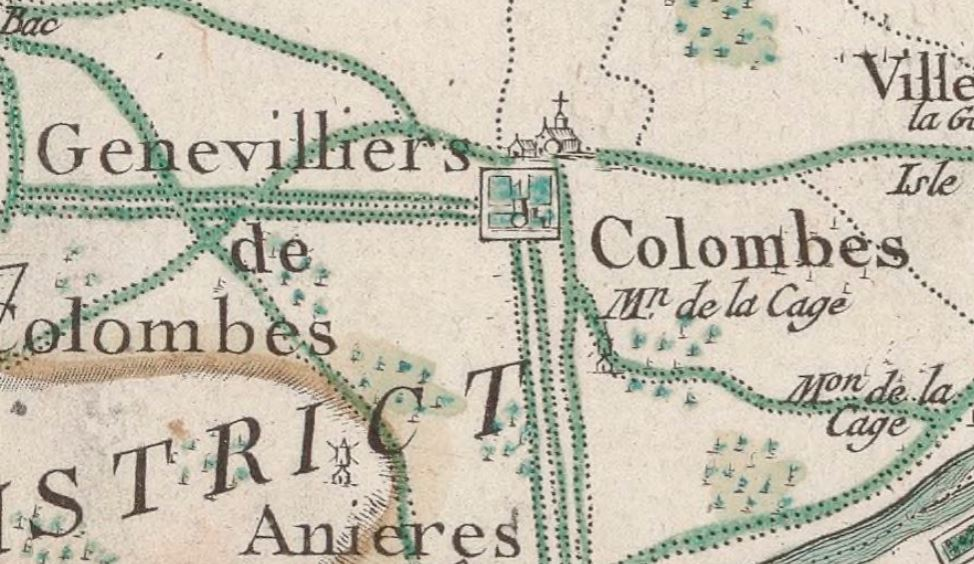
Château de Gennevilliers, carte de Cassini, XVIIIe.

Le petit château, qui prend alors le nom de « château de Richelieu », devient une élégante demeure de plaisance : les bâtiments s’alignaient du Nord au Sud, le long de la grand'rue (rue Jean-Jaurès), déployant sur le parc une façade d'une cinquantaine de mètres de long. Le tout était organisé autour d'une vaste cour ouvrant sur la grand'rue, et comprenait le château et son avant-cour, une basse-cour et les communs, dont seules subsistent aujourd'hui les écuries.
Célèbre libertin, le maréchal-duc laisse des mémoires, probablement apocryphes, dans lesquels est évoqué le château de Gennevilliers : « Mes galanteries de passade, les intrigues académiques, le manège de la cour n’auraient point suffi à occuper en 1749 mes loisirs, sans ma petite maison de Gennevilliers, devenue bientôt un beau château de plaisance, rendez-vous choisi de chasse et d’amour, théâtre de prouesses gastronomiques et bacchiques où Louis XV ne dédaigna pas de jouer son rôle, mais cette fois sans la marquise, et de se montrer même, la fourchette à la main, un acteur des plus distingués… ».
Le parc comprenait alors une orangerie, une grotte artificielle abritant une glacière, des fabriques, un kiosque et un obélisque. En 1752, est ajouté au-dessus de la glacière un temple en rotonde, surmonté d'un dôme, dédié à la déesse Aurore. Le peintre François Boucher y a peint des panneaux de décoration. Cet édifice fut détruit au début du XXe siècle.
La cour, et notamment Louis XV et sa favorite la marquise de Pompadour, y pratiquèrent la chasse dans les garennes et les bois giboyeux des environs.

### Le château sous Louis XVI

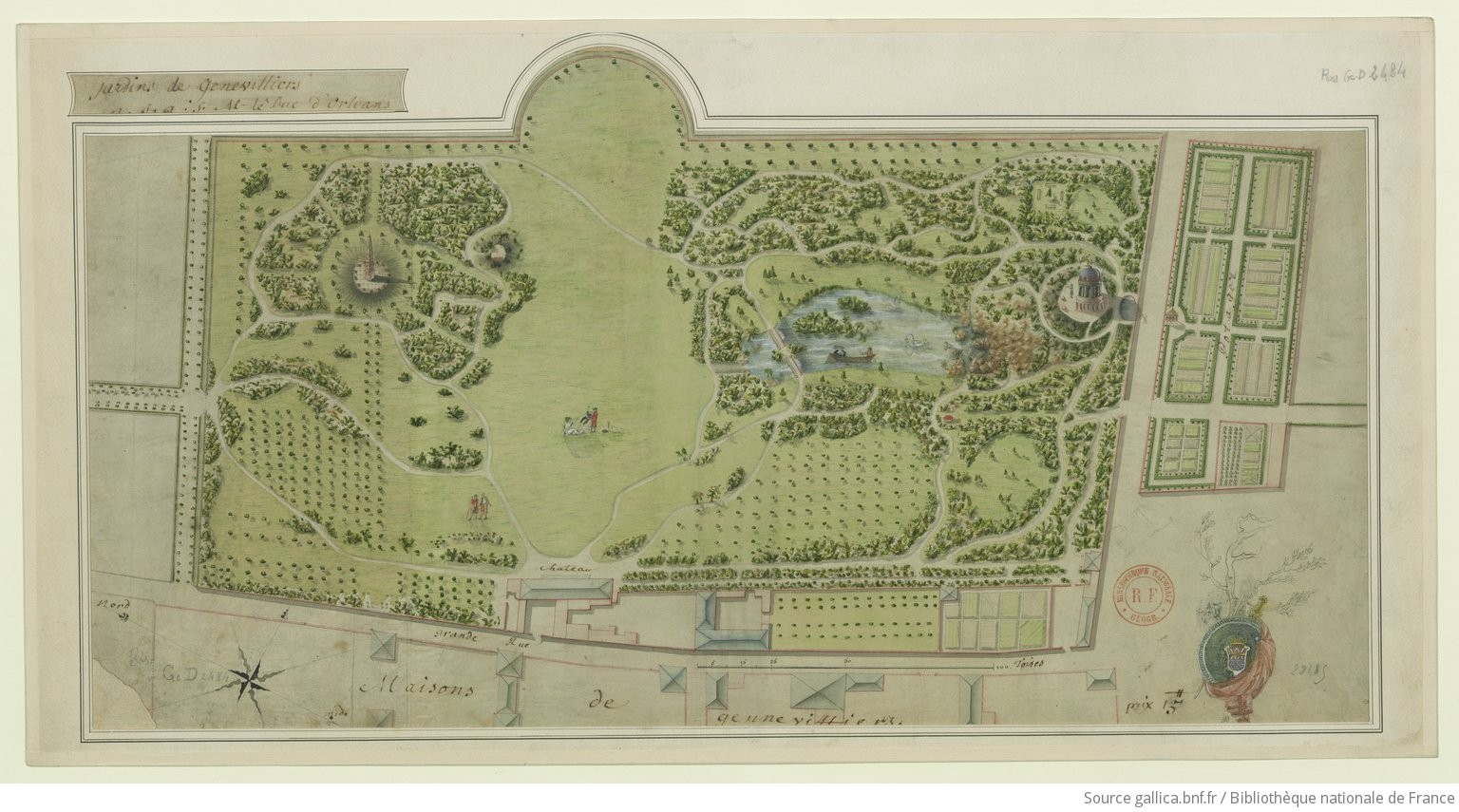
Les jardins du château de Gennevilliers, alors propriété du duc d'Orléans.

Dans la première moitié des années 1780, le château est loué, puis formellement acquis en 1784, par le comte de Vaudreuil, Joseph Hyacinthe François-de-Paule de Rigaud.
Celui-ci, proche du comte d'Artois, frère de Louis XVI, en use principalement comme rendez-vous de chasse. Cependant, il fait réaménager le parc dans le goût anglais. Le prince de Ligne le décrit ainsi : « Le goût dirigé par le jugement, le bon ton, le tact fin et délicat, la connaissance de tous les Beaux-Arts, la simplicité de la noblesse et cependant la magnificence quand il le faut, se trouvent à Gennevilliers. Je m'aperçois que je parle de ce jardin comme si je parlais de celui à qui il appartient. (...) Son Gennevilliers est charmant. ».
À Gennevilliers, Vaudreuil fait également aménager une salle de théâtre dans l'orangerie, qui accueille la première représentation publique du Mariage de Figaro de Beaumarchais, le 26 septembre 1783. La reine Marie-Antoinette y tient le rôle de la comtesse, et le comte d'Artois assiste à la pièce,. La peintre Élisabeth Vigée Le Brun est également reçue au château.
En 1787, le comte de Vaudreuil, criblé de dettes, revend le château au duc d'Orléans, futur Philippe Égalité.

### De la Révolution au XXesiècle

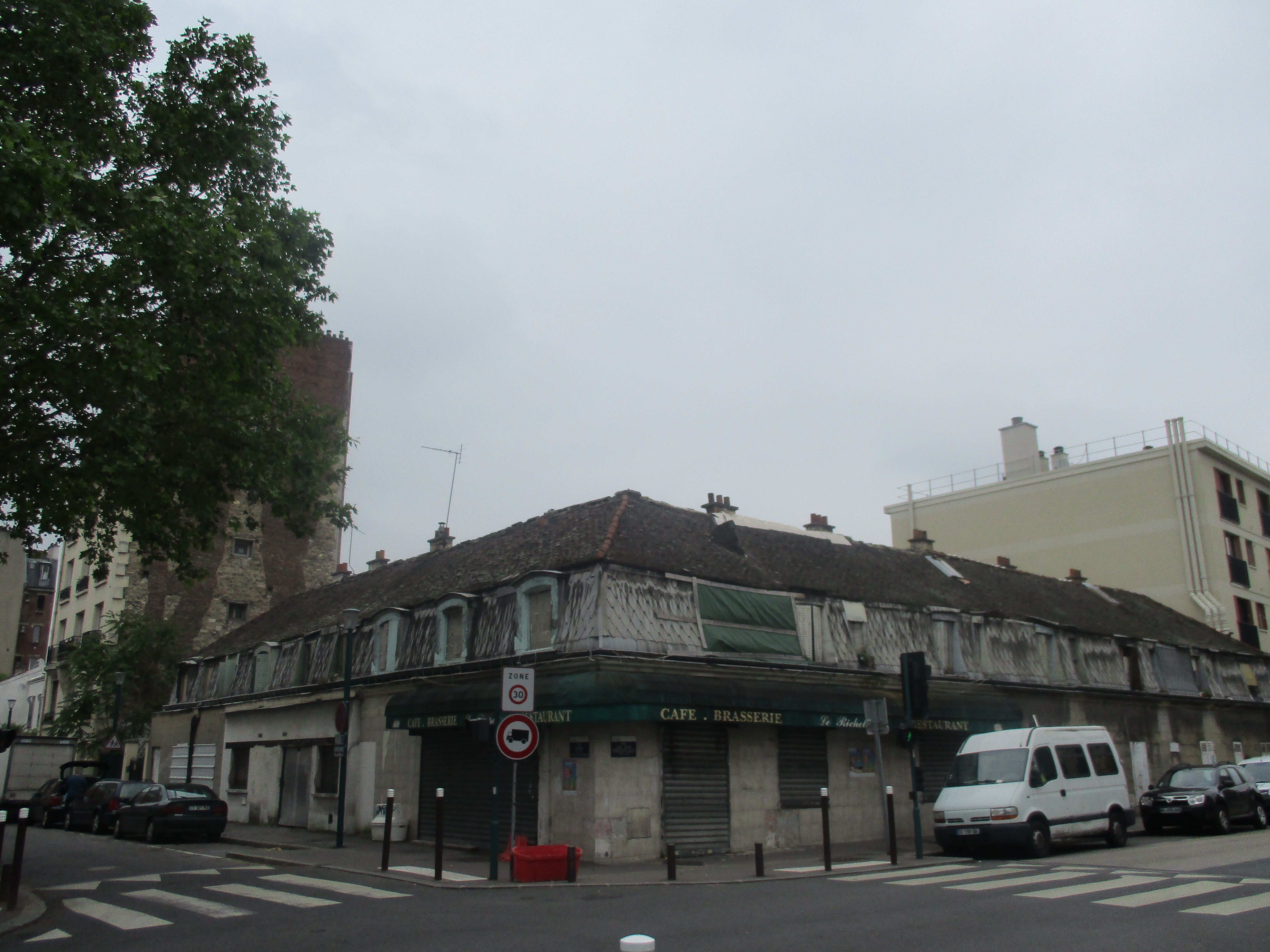
Anciennes écuries du château en 2016, très délabrées.

Ayant survécu aux bouleversements de la Révolution et de l'Empire, le château connut divers propriétaires, qui le laissèrent à l’abandon. Cependant toujours habitable en 1896, le château est acquis en 1902 par la commune de Gennevilliers, afin d'y réaliser une école de garçons, ouverte en 1904 et devenue aujourd'hui le collège Pasteur. Réquisitionné au début de la Première Guerre mondiale, il devient hôpital auxiliaire. Dans l’entre-deux-guerres, le parc se couvrit de pavillons et des immeubles de la cité-jardin de Gennevilliers.
Le dernier bâtiment du château fut détruit en 1998 dans la reconstruction du collège Pasteur. Le seul vestige du domaine subsistant aujourd'hui, sont les écuries, situées à l'angle de la rue Carnot et de la rue Jean-Jaurès. Convertis en logements, les bâtiments, devenus totalement insalubres, sont rachetés en 2015 par la ville qui engage une rénovation,, soutenue par le Loto du Patrimoine.
Outre ces écuries très dénaturées et des plans du domaine au XVIIIe siècle, subsiste du château et de son parc une série de clichés, pris en 1896, et appartenant aux collections du musée du Domaine départemental de Sceaux.

Dessins des éléments subsistants en 1896 par Jules-Adolphe Chauvet
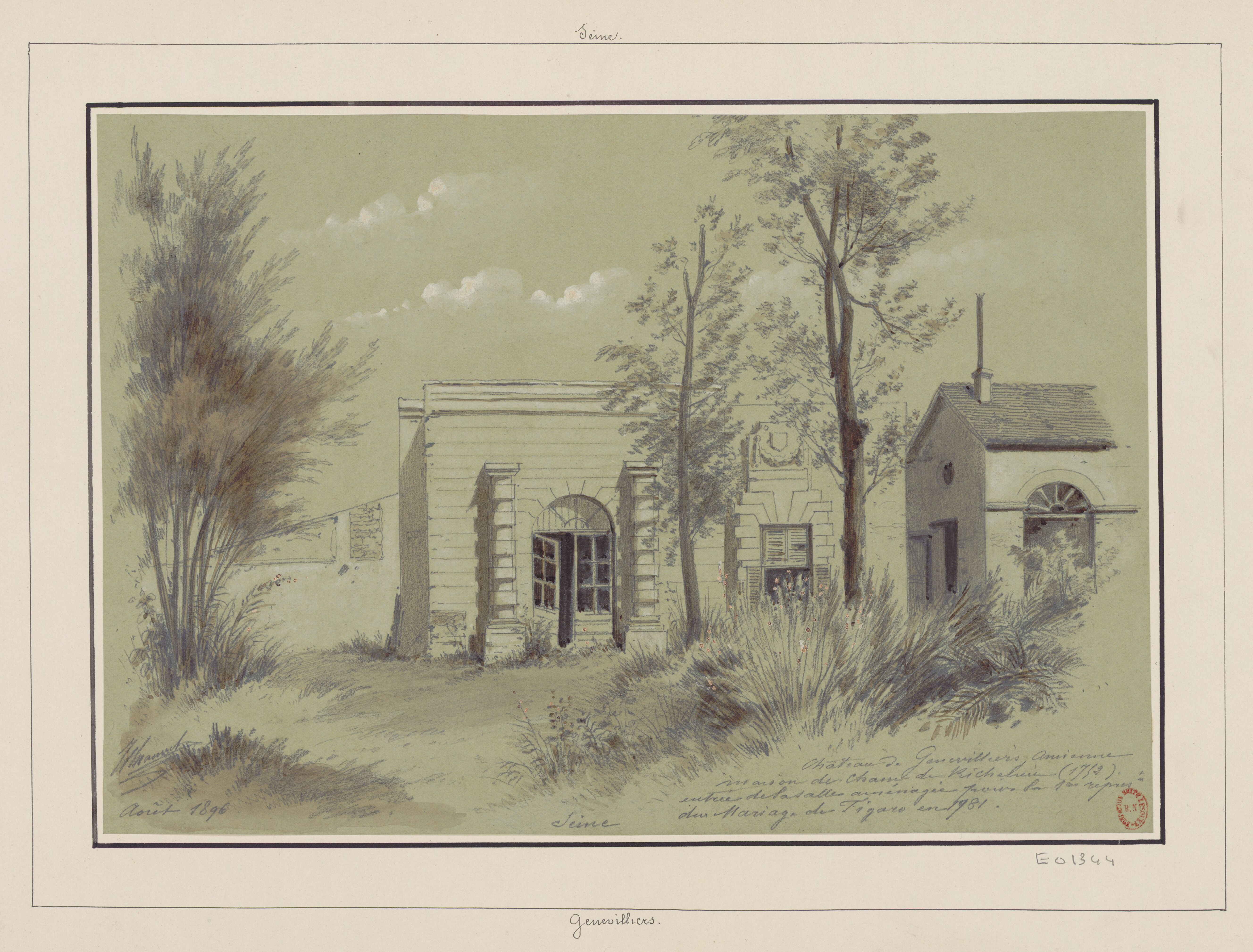
Entrée de la salle aménagée pour la 1ère représentation du Mariage de Figaro en 1781.
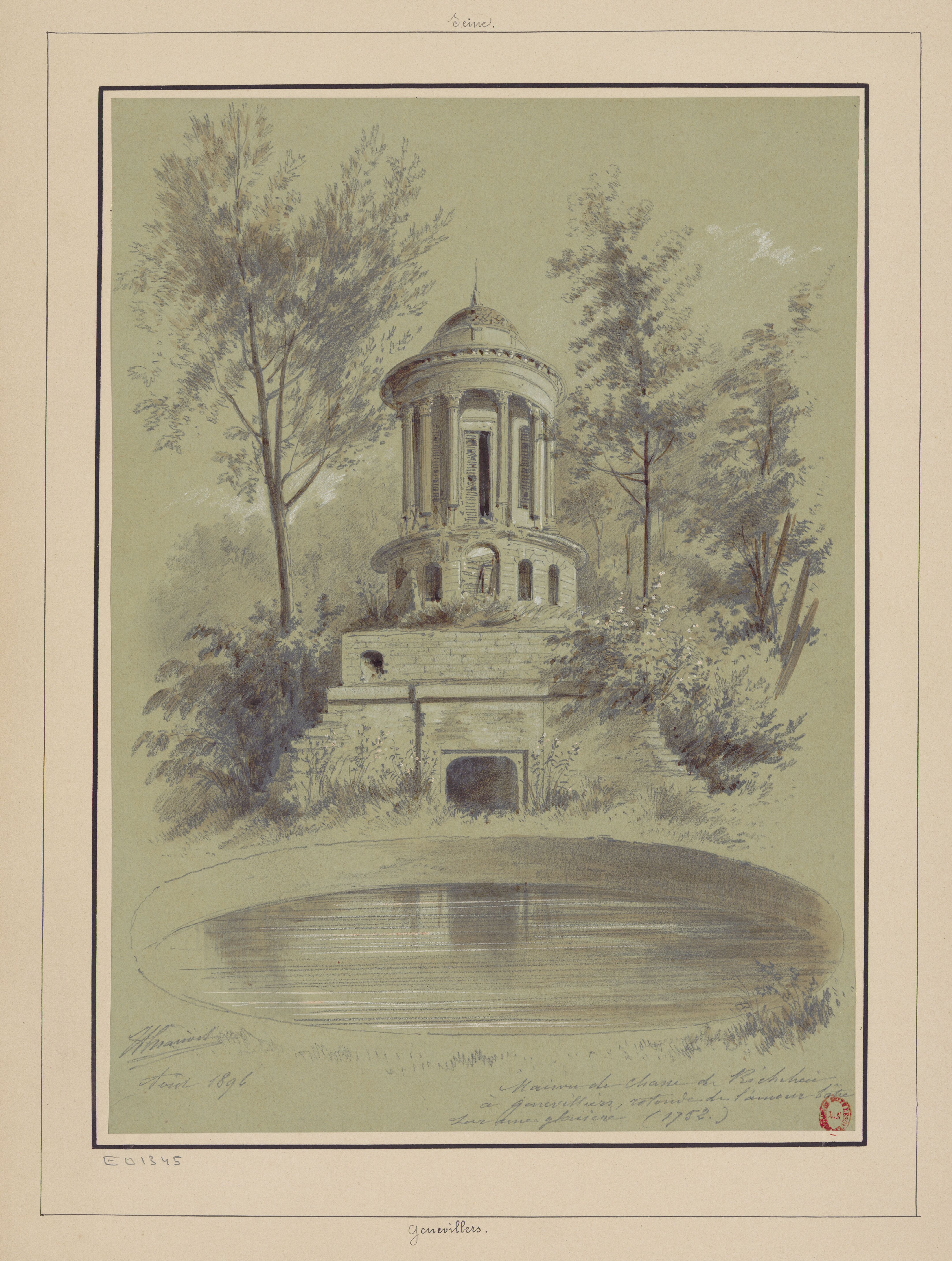
Rotonde de l'amour bâtie sur une glacière (1752).
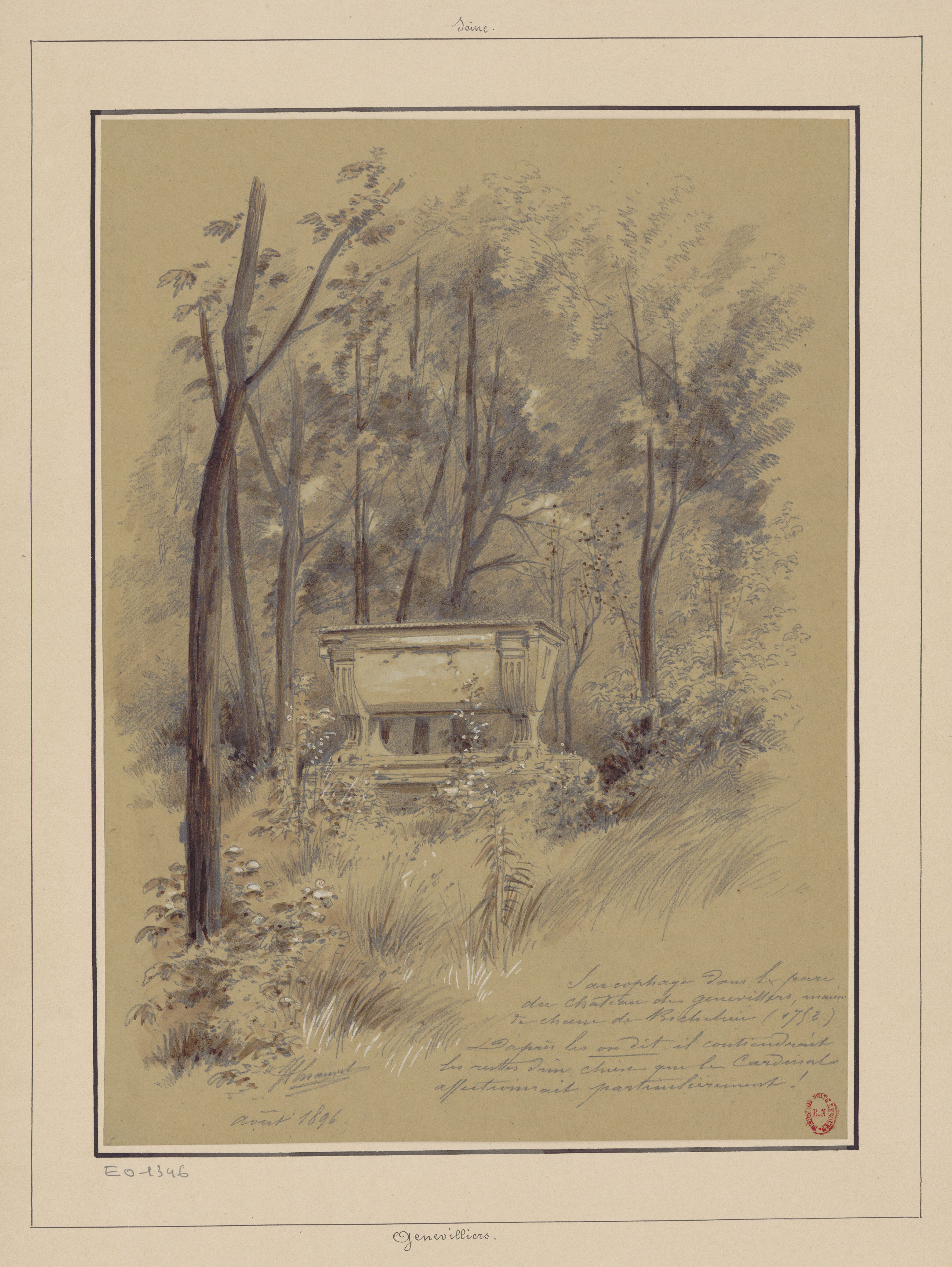
Sarcophage dans le parc du château.